# Оркдал
Оркдал (норв. Orkdal) — бывшая коммуна в губернии Сёр-Трёнделаг в Норвегии. Административный центр коммуны — город Оркангер. Официальный язык коммуны — нейтральный. Население коммуны на 2007 год составляло 11 018 чел. Площадь коммуны Оркдал — 594,22 км², код-идентификатор — 1638.
1 января 2020 года коммуна упразднена, создана коммуна Оркланн.

## История населения коммуны
Население коммуны за последние 60 лет.

Статистика коммуны Оркдал